# NW Близнецов
NW Близнецов (лат. NW Geminorum, HD 258252) — одиночная переменная звезда в созвездии Близнецов на расстоянии приблизительно 3 689 световых лет (около 1 131 парсек) от Солнца. Видимая звёздная величина звезды — от +11,2m до +10,6m.

## Характеристики
NW Близнецов — красная пульсирующая медленная неправильная переменная звезда (LB) спектрального класса M0. Эффективная температура — около 3299 К.